# 生物言語学
生物言語学（せいぶつげんごがく、英: Biolinguistics）とは、言語学において認知科学や生成文法に近しい学派が行っている研究である。神経科学・生物学と生成文法で仮定されている言語能力とを結びつけ、脳科学・生物学の知見によって言語能力の存在、機構、起源などを解明しようと試みている。

## 生物言語学者
- 藤田耕司（京都大学）
- マッスィモ・ピアッテッリパルマリーニ（英語版）（アリゾナ大学）
- デヴィッド・ポッペル（英語版）（メリーランド大学）
- カリン・ストームズウォルド（英語版）（ラトガース大学）
- ウィリアム・テクムゼー・フィッチ（英語版）（セント・アンドルーズ大学）
- マーク・ハウザー（ハーバード大学）
- フィリップ・リーバーマン（英語版）（ブラウン大学）
- デレク・ビッカートン（ハワイ大学）
- ライル・ジェンキンス（英語版）（生物言語学研究所（Biolinguistics Institute））
- ケネス・ウェクスラー（英語版）（マサチューセッツ工科大学）
- レイ・ダグハーティー（英語版）（ニューヨーク大学）
- ガレット・ネスク（英語版）（ニューヨーク大学）

## 参照
- Biolinguistic Investigations Conference, Santo Domingo, Dominican Republic, February 2007. http://www.biolinguistics.net

1. Jenkins, Lyle. 2000. LyleBiolinguistics: Exploring the Biology of Language. Cambridge University Press.
2. Chomsky, Noam. 2004. Biolinguistics and the Human Capacity. Lecture delivereat MTA, Budapest, May 17. http://www.chomsky.info/talks/20040517.htm
3. Chomsky, Noam. 1995. The Minimalist Program. MIT Press.
4. Lenneberg, Eric. 1967. Biological Foundations of Language. New York: John Wiley & Sons, Inc.
5. Boeckx, Cedric and Massimo Piattelli-Palmarini (in print) Language as a natural object, linguistics as a natural science.
6. Soschen, Alona. 2006. Natural Law: The Dynamics of Syntactic Representations in the Minimalist Program. DEAL. Linguistics in Potsdam 25. http://www.ling.uni-potsdam.de/lip/25/LIP25-3soschen.pdf